# Alouatta
Alouatta è un genere di primati della famiglia degli Atelidi, noti in italiano come scimmie urlatrici, diffuso del continente americano. È l'unico genere della sottofamiglia Alouattinae.
Le varie specie ascritte al genere vivono nelle foreste pluviali dell'America Centrale e meridionale, dal Messico del sud all'Argentina settentrionale: il solo Brasile ospita la metà delle specie conosciute.

## Descrizione
Si tratta di animali di dimensioni medio-grandi a seconda della specie, da 56 fino a 92 cm (più altrettanti di coda), per un peso massimo di 11 kg: questi valori rendono le scimmie urlatrici fra i più grandi primati autoctoni del Nuovo Mondo (l'uomo, molto più grande, è giunto nel continente americano in un secondo momento), contendendosi il primato coi generi Brachyteles e Ateles.
Tutte le specie possiedono una lunga coda prensile, dall'estremità inferiore glabra ed assai sensibile, che utilizzano a mo' di quinto arto per una migliore presa fra i rami: non utilizzano infatti mai la brachiazione, preferendo mantenersi con almeno due appendici ad un supporto durante il movimento. Le prime due dita delle mani sono opponibili alle restanti tre.
Fra i colori del mantello prevalgono tinte scure, come rossastro, bruno e nero: la specie Alouatta caraya presenta uno dei più marcati casi di dimorfismo sessuale tra i primati (il maschio è uniformemente nero mentre la femmina è di un colore giallo opaco).

## Biologia
Hanno abitudini diurne e sono animali assai sociali, vivendo in gruppi che contano fino a oltre 25 individui: questi gruppi comprendono sempre femmine in numero maggiore dei maschi (rapporto 1m:4f), anzi solitamente il gruppo si riduce a un harem con un unico maschio, mentre più maschi sono osservabili in gruppi particolarmente grandi. A differenza di varie altre platirrine, dove i gruppi hanno carattere familiare, fra le scimmie urlatrici ambedue i sessi, una volta raggiunta la maturità, si allontanano dai genitori e vanno a far parte di altri gruppi: all'interno dello stesso gruppo, perciò, è raro trovare animali adulti imparentati.
A differenza di altre scimmie del Nuovo Mondo, sia i maschi che le femmine hanno visione tricromatica, il che vuol dire che sono in grado di vedere a colori.
Si tratta degli unici primati esclusivamente folivori del continente americano (possono tuttavia integrare la loro dieta con altro materiale di origine vegetale, come frutti, fiori e semi): a causa della loro dieta povera di nutrienti, devono mangiare grandi quantità di cibo ed hanno generalmente movimenti piuttosto lenti. Passano inoltre circa l'80% del loro tempo in stato di inattività, il che ne fa i primati meno attivi del mondo.
Come il nome comune suggerisce, queste scimmie utilizzano molto la comunicazione vocale: possiedono un osso ioide conformato in maniera particolare che permette loro di emettere dei particolari richiami (più che urla, sono assimilabili a ruggiti nei maschi e grugniti nelle femmine), che vengono amplificati dalla laringe ingrossata e sacciforme e sono perciò udibili fino ad oltre 5 km di distanza. Sono perciò considerati gli animali terrestri che emettono il suono più potente. I "concerti" delle scimmie urlatrici sono udibili soprattutto al mattino ed hanno funzione di demarcazione e rivendicazione del territorio.

## Rapporti con l'uomo
Nonostante abbiano indole gentile e solo raramente siano aggressive, le scimmie urlatrici sopportano male la cattività: sono infatti le uniche platirrine che gli indios amazzonici non tengono mai come animali domestici. Humboldt descrisse questi animali come «Malinconici nell'aspetto, nella voce, nel comportamento».
Per i Maya, questi animali erano i protettori divini degli artigiani in generale, ma in particolare erano i patroni di scribi e scultori: fra le rovine di Copán si possono osservare numerose rappresentazioni della divinità, a dimostrazione dell'importanza di cui questo animale godeva presso i Maya. Anche nel Popol Vuh si può leggere di due scimmie urlatrici nel mito degli eroi gemelli.

## Tassonomia
- Famiglia Atelidae
  - Sottofamiglia Alouattinae
    - Genere Alouatta
      - Gruppo A. caraya
        - Alouatta caraya - scimmia urlatrice nera

      - Gruppo A. palliata
        - Alouatta coibensis - scimmia urlatrice dell'isola di Coiba
        - Alouatta palliata - scimmia urlatrice dal mantello
        - Alouatta pigra - scimmia urlatrice del Guatemala

      - Gruppo A. seniculus
        - Alouatta belzebul - scimmia urlatrice dalle mani rosse
        - Alouatta guariba - scimmia urlatrice bruna
        - Alouatta macconnelli - scimmia urlatrice guianese
        - Alouatta nigerrima - scimmia urlatrice amazzonica
        - Alouatta sara - scimmia urlatrice rossa della Bolivia
        - Alouatta seniculus - scimmia urlatrice rossa